# Verein für Leibesübungen von 1899 2007-2008
Questa voce raccoglie le informazioni riguardanti il Verein für Leibesübungen von 1899 nelle competizioni ufficiali della stagione 2007-2008.

## Stagione
Nella stagione 2007-2008 l'Osnabrück, allenato da Claus-Dieter Wollitz, concluse il campionato di 2. Bundesliga al 12º posto. In Coppa di Germania l'Osnabrück fu eliminato al primo turno dal Borussia M'gladbach.

## Rosa
| N. |                     | Ruolo | Calciatore        |
| -- | ------------------- | ----- | ----------------- |
| 22 | Germania (bandiera) | P     | Tino Berbig       |
| 25 | Germania (bandiera) | P     | Martin Geisthardt |
| 1  | Germania (bandiera) | P     | Frederik Gößling  |
| 6  | Germania (bandiera) | D     | Oliver Beer       |
| 30 | Germania (bandiera) | D     | Thomas Cichon     |
| 24 | Germania (bandiera) | D     | Uwe Ehlers        |
| 14 | Germania (bandiera) | D     | Daniel Flottmann  |
| 40 | Germania (bandiera) | D     | Dominique Ndjeng  |
| 11 | Germania (bandiera) | D     | Andreas Schäfer   |
| 3  | Germania (bandiera) | D     | Jan Schanda       |
| 21 | Germania (bandiera) | D     | Marcel Schuon     |
| 17 | Germania (bandiera) | D     | Paul Thomik       |
| 19 | Togo (bandiera)     | D     | Assimiou Touré    |

| N. |                        | Ruolo | Calciatore           |
| -- | ---------------------- | ----- | -------------------- |
| 2  | Germania (bandiera)    | D     | Marko Tredup         |
| 7  | Libano (bandiera)      | C     | Bilal Aziz           |
| 5  | Germania (bandiera)    | C     | Pierre De Wit        |
| 8  | Stati Uniti (bandiera) | C     | Joe Enochs           |
| 28 | Germania (bandiera)    | C     | Henning Grieneisen   |
| 16 | Germania (bandiera)    | C     | Hendrik Großöhmichen |
| 12 | Germania (bandiera)    | C     | Matthias Heidrich    |
| 10 | Germania (bandiera)    | C     | Alexander Nouri      |
| 15 | Germania (bandiera)    | C     | Mathias Surmann      |
| 20 | Germania (bandiera)    | A     | Nico Frommer         |
| 27 | Germania (bandiera)    | A     | Rouwen Hennings      |
| 29 | Germania (bandiera)    | A     | Gaetano Manno        |
| 9  | Germania (bandiera)    | A     | Thomas Reichenberger |

## Organigramma societario
Area tecnica
- Allenatore: Claus-Dieter Wollitz
- Allenatore in seconda:
- Preparatore dei portieri: Rolf Meyer
- Preparatori atletici: Oliver Bartlett

## Risultati

### 2. Bundesliga

#### Girone di andata
| Arbitro: | Winkmann |

|                                     |           |              |
| Cichon 28’ (rig.) Reichenberger 77’ | Marcatori | 84’ Butscher |

| Arbitro: | Anklam |

|          |           |                   |
| Atem 67’ | Marcatori | 41’ Reichenberger |

| Osnabrück 24 agosto 2007, ore 18:00 CEST 3ª giornata | Osnabrück  | 0 – 0 referto | Paderborn | Osnatel Arena (16 300 spett.)\| Arbitro: \| Wingenbach \| |
| Arbitro:                                             | Wingenbach |               |           |                                                           |

| Arbitro: | Dingert |

|                   |           |           |
| Neuville 11’, 25’ | Marcatori | 76’ Nouri |

| Arbitro: | Walz |

|                               |           |            |
| Ba 59’ Eduardo 65’ Copado 81’ | Marcatori | 14’ Thomik |

| Arbitro: | Hartmann |

|                                |           |           |
| Heidrich 31’ Reichenberger 67’ | Marcatori | 81’ Nemec |

| Arbitro: | Drees |

|                             |           |  |
| Benschneider 43’ Möhrle 49’ | Marcatori |  |

| Arbitro: | Schmidt |

|                                   |           |          |
| Cichon 36’ Hennings 62’ Manno 90’ | Marcatori | 88’ Sako |

| Arbitro: | Kircher |

|                                                 |           |  |
| Runström 30’ (rig.) Enochs 68’ (aut.) Opara 88’ | Marcatori |  |

| Arbitro: | Christ |

|                              |           |                         |
| Thomik 22’ Németh 76’ (aut.) | Marcatori | 1’ Németh 31’ Milchraum |

| Arbitro: | Schößling |

|             |           |  |
| Bogavac 50’ | Marcatori |  |

| Arbitro: | Perl |

|                            |           |            |
| Schuon 7’ Reichenberger 8’ | Marcatori | 59’ Helmes |

| Arbitro: | Sippel |

|                                                   |           |                   |
| Hoogland 23’ Borja 62’ Amri 88’ Gunkel 90’ (rig.) | Marcatori | 44’ Reichenberger |

| Arbitro: | Kinhöfer |

|                   |           |            |
| Cichon 20’ (rig.) | Marcatori | 90’ Werner |

| Arbitro: | Welz |

|                                                           |           |                                  |
| Kotuljac 28’, 90’ Nehrig 35’ Lanig 41’ Reisinger 72’, 87’ | Marcatori | 19’, 66’ Reichenberger 60’ Manno |

| Arbitro: | Grudzinski |

|                                         |           |  |
| Reichenberger 9’, 58’ Cichon 34’ (rig.) | Marcatori |  |

| Arbitro: | Aytekin |

|                                      |           |                             |
| Hornig 19’ Türker 68’ Toppmöller 84’ | Marcatori | 34’, 55’, 57’ Reichenberger |

#### Girone di ritorno
| Arbitro: | Bandurski |

|              |           |                   |
| Pitroipa 28’ | Marcatori | 33’ Reichenberger |

| Arbitro: | Lupp |

|  |           |                    |
|  | Marcatori | 3’ König 89’ Šimac |

| Arbitro: | Brych |

|            |           |                                                |
| Müller 86’ | Marcatori | 53’ Thomik 62’ Reichenberger 80’ (rig.) Cichon |

| Arbitro: | Kempter |

|                              |           |                |
| Schuon 30’ Cichon 76’ (rig.) | Marcatori | 9’, 32’ Friend |

| Arbitro: | Stachowiak |

|  |           |                              |
|  | Marcatori | 15’ Obasi 20’ Eduardo 85’ Ba |

| Arbitro: | Welz |

|  |           |            |
|  | Marcatori | 55’ Thomik |

| Arbitro: | Walz |

|  |           |                      |
|  | Marcatori | 8’ Thurk 76’ Küntzel |

| Arbitro: | Wingenbach |

|                                 |           |            |
| Rothenbach 7’ Cichon 80’ (aut.) | Marcatori | 50’ Schuon |

| Arbitro: | Wagner |

|                        |           |  |
| Frommer 46’ De Wit 76’ | Marcatori |  |

| Arbitro: | Hartmann |

|                                        |           |  |
| Milchraum 60’ Németh 69’ Brinkmann 73’ | Marcatori |  |

| Arbitro: | Gagelmann |

|                        |           |  |
| De Wit 33’ Frommer 76’ | Marcatori |  |

| Arbitro: | Welz |

|                      |           |  |
| Helmes 41’ Antar 44’ | Marcatori |  |

| Arbitro: | Lupp |

|                   |           |                       |
| Cichon 36’ (rig.) | Marcatori | 39’ Subotić 45’ Borja |

| Arbitro: | Kircher |

|             |           |                   |
| Allagui 63’ | Marcatori | 65’ Reichenberger |

| Osnabrück 6 maggio 2008, ore 17:30 CEST 32ª giornata | Osnabrück | 0 – 0 referto | Greuther Fürth | Osnatel Arena (12 300 spett.)\| Arbitro: \| Zwayer \| |
| Arbitro:                                             | Zwayer    |               |                |                                                       |

| Arbitro: | Drees |

|            |           |              |
| Göktan 55’ | Marcatori | 38’ Hennings |

| Arbitro: | Fleischer |

|                                            |           |  |
| Schanda 36’ Surmann 56’ Epstein 70’ (aut.) | Marcatori |  |

### Coppa di Germania
| Arbitro: | Schalk |

|  |           |           |
|  | Marcatori | 70’ Marin |

## Statistiche

### Statistiche di squadra
| Competizione      | Punti | In casa | In casa | In casa | In casa | In casa | In casa | In trasferta | In trasferta | In trasferta | In trasferta | In trasferta | In trasferta | Totale | Totale | Totale | Totale | Totale | Totale | DR  |
| Competizione      | Punti | G       | V       | N       | P       | Gf      | Gs      | G            | V            | N            | P            | Gf           | Gs           | G      | V      | N      | P      | Gf     | Gs     | DR  |
| ----------------- | ----- | ------- | ------- | ------- | ------- | ------- | ------- | ------------ | ------------ | ------------ | ------------ | ------------ | ------------ | ------ | ------ | ------ | ------ | ------ | ------ | --- |
| 2. Bundesliga     | 40    | 17      | 8       | 5       | 4       | 25      | 18      | 17           | 2            | 5            | 10           | 18           | 36           | 34     | 10     | 10     | 14     | 43     | 54     | -11 |
| Coppa di Germania | -     | 1       | 0       | 0       | 1       | 0       | 1       | 0            | 0            | 0            | 0            | 0            | 0            | 1      | 0      | 0      | 1      | 0      | 1      | -1  |
| Totale            | -     | 18      | 8       | 5       | 5       | 25      | 19      | 17           | 2            | 5            | 10           | 18           | 36           | 35     | 10     | 10     | 15     | 43     | 55     | -12 |

### Andamento in campionato
| Giornata  | 1 | 2 | 3 | 4  | 5  | 6  | 7  | 8  | 9  | 10 | 11 | 12 | 13 | 14 | 15 | 16 | 17 | 18 | 19 | 20 | 21 | 22 | 23 | 24 | 25 | 26 | 27 | 28 | 29 | 30 | 31 | 32 | 33 | 34 |
| --------- | - | - | - | -- | -- | -- | -- | -- | -- | -- | -- | -- | -- | -- | -- | -- | -- | -- | -- | -- | -- | -- | -- | -- | -- | -- | -- | -- | -- | -- | -- | -- | -- | -- |
| Luogo     | C | T | C | T  | T  | C  | T  | C  | T  | C  | T  | C  | T  | C  | T  | C  | T  | T  | C  | T  | C  | C  | T  | C  | T  | C  | T  | C  | T  | C  | T  | C  | T  | C  |
| Risultato | V | N | N | P  | P  | V  | P  | V  | P  | N  | P  | V  | P  | N  | P  | V  | N  | N  | P  | V  | N  | P  | V  | P  | P  | V  | P  | V  | P  | P  | N  | N  | N  | V  |
| Posizione | 6 | 5 | 8 | 11 | 12 | 11 | 13 | 11 | 12 | 11 | 12 | 10 | 11 | 11 | 11 | 11 | 12 | 12 | 12 | 12 | 12 | 13 | 10 | 12 | 14 | 10 | 13 | 12 | 13 | 13 | 13 | 14 | 14 | 12 |

Legenda:

Luogo: C = Casa; T = Trasferta. Risultato: V = Vittoria; N = Pareggio; P = Sconfitta.

### Statistiche dei giocatori
| Giocatore        | 2. Bundesliga | 2. Bundesliga | 2. Bundesliga | 2. Bundesliga | Coppa di Germania | Coppa di Germania | Coppa di Germania | Coppa di Germania | Totale   | Totale | Totale      | Totale     |
| Giocatore        | Presenze      | Reti          | Ammonizioni   | Espulsioni    | Presenze          | Reti              | Ammonizioni       | Espulsioni        | Presenze | Reti   | Ammonizioni | Espulsioni |
| ---------------- | ------------- | ------------- | ------------- | ------------- | ----------------- | ----------------- | ----------------- | ----------------- | -------- | ------ | ----------- | ---------- |
| T. Berbig        | 15            | 0             | 1             | 0             | -                 | -                 | -                 | -                 | 15       | 0      | 1           | 0          |
| M. Geisthardt    | -             | -             | -             | -             | -                 | -                 | -                 | -                 | -        | -      | -           | -          |
| F. Gößling       | 19            | 0             | 0             | 0             | 1                 | 0                 | 0                 | 0                 | 20       | 0      | 0           | 0          |
| O. Beer          | 2             | 0             | 1             | 0             | -                 | -                 | -                 | -                 | 2        | 0      | 1           | 0          |
| T. Cichon        | 31            | 7             | 11            | 0             | 1                 | 0                 | 0                 | 0                 | 32       | 7      | 11          | 0          |
| U. Ehlers        | 4             | 0             | 1             | 0             | -                 | -                 | -                 | -                 | 4        | 0      | 1           | 0          |
| D. Flottmann     | -             | -             | -             | -             | -                 | -                 | -                 | -                 | -        | -      | -           | -          |
| D. Ndjeng        | 13            | 0             | 1             | 0             | -                 | -                 | -                 | -                 | 13       | 0      | 1           | 0          |
| A. Schäfer       | 34            | 0             | 4             | 0             | 1                 | 0                 | 0                 | 0                 | 35       | 0      | 4           | 0          |
| J. Schanda       | 24            | 1             | 5             | 0             | -                 | -                 | -                 | -                 | 24       | 1      | 5           | 0          |
| M. Schuon        | 30            | 3             | 5             | 0             | 1                 | 0                 | 0                 | 0                 | 31       | 3      | 5           | 0          |
| P. Thomik        | 33            | 4             | 1             | 0             | 1                 | 0                 | 1                 | 0                 | 34       | 4      | 2           | 0          |
| A. Touré         | 5             | 0             | 0             | 0             | -                 | -                 | -                 | -                 | 5        | 0      | 0           | 0          |
| M. Tredup        | 5             | 0             | 3             | 0             | 1                 | 0                 | 1                 | 0                 | 6        | 0      | 4           | 0          |
| B. Aziz          | 22            | 0             | 4             | 1             | 1                 | 0                 | 0                 | 0                 | 23       | 0      | 4           | 1          |
| P. De Wit        | 14            | 2             | 1             | 0             | 1                 | 0                 | 0                 | 0                 | 15       | 2      | 1           | 0          |
| J. Enochs        | 16            | 0             | 3             | 0             | -                 | -                 | -                 | -                 | 16       | 0      | 3           | 0          |
| H. Grieneisen    | 21            | 0             | 1             | 0             | -                 | -                 | -                 | -                 | 21       | 0      | 1           | 0          |
| H. Großöhmichen  | 3             | 0             | 1             | 0             | -                 | -                 | -                 | -                 | 3        | 0      | 1           | 0          |
| M. Heidrich      | 32            | 1             | 9             | 0             | 1                 | 0                 | 1                 | 0                 | 33       | 1      | 10          | 0          |
| A. Nouri         | 17            | 1             | 3             | 0             | 1                 | 0                 | 0                 | 0                 | 18       | 1      | 3           | 0          |
| M. Surmann       | 15            | 1             | 0             | 0             | -                 | -                 | -                 | -                 | 15       | 1      | 0           | 0          |
| N. Frommer       | 29            | 2             | 4             | 0             | 1                 | 0                 | 0                 | 0                 | 30       | 2      | 4           | 0          |
| R. Hennings      | 29            | 2             | 2             | 0             | 1                 | 0                 | 0                 | 0                 | 30       | 2      | 2           | 0          |
| G. Manno         | 23            | 2             | 5             | 0             | 1                 | 0                 | 0                 | 0                 | 24       | 2      | 5           | 0          |
| T. Reichenberger | 34            | 15            | 3             | 0             | 1                 | 0                 | 0                 | 0                 | 35       | 15     | 3           | 0          |
| D. Chitsulo      | 2             | 0             | 0             | 0             | -                 | -                 | -                 | -                 | 2        | 0      | 0           | 0          |
| K. Essien        | 1             | 0             | 0             | 0             | -                 | -                 | -                 | -                 | 1        | 0      | 0           | 0          |